# Cloone
Cloone (irisch Cluain, dt.: „Wiese“, „Anger“) ist ein Ort im County Leitrim im nördlichen zentralen Binnenland der Republik Irland.

## Der Ort
Cloone ist eine anglisierte Form des irischen Namens Cluain.
Der Ort liegt nahe der Regionalstraße R201 im Süden der Grafschaft Leitrim, etwas nordöstlich von Mohill und genau südlich von Ballinamore. Die Einwohnerzahl von Cloone wird lt. Census 2002 mit 600 Personen angegeben.
In Cloone befinden sich auf dem alten Friedhof noch das Fundament und einige Bruchstücke des wahrscheinlich einzigen Hochkreuzes in Leitrim.
An Bauwerken aus dem früheren 19. Jahrhundert beherbergt Cloone die Überreste der alten katholischen Kirche von 1837 und den restaurierten und wieder mit einer Glocke versehenen Turm einer Kirche der Church of Ireland aus dem Jahr 1822.
Cloone darf nicht verwechselt werden mit dem etwas größeren Cloonee im County Longford.

## Persönlichkeiten
- Desmond Chapman-Huston (1884–1952), Autor und Publizist, geboren in Annaghmaconway bei Cloone